# Гётеборгский трамвай
Гётеборгский трамвай (швед. Göteborgs spårvägar) — часть общественного транспорта Гётеборга. Управляется компанией Göteborgs Spårvagar AB, регулируется компанией общественного транспорта Västtrafik.
Общая длина сети — примерно 190 км, общая длина путей — 80 км. Это самая большая трамвайная сеть в Скандинавии. 200 трамваев, 12 дневных и 5 ночных маршрутов. Эти цифры увеличатся, когда будет завершена вторая очередь «Kringen» (сокращение от Kollektivringen, кольцо общественного транспорта). Трамваи выполняют 2000 маршрутов и проходят 30 000 км в день.

## Описание сети
Система Гётеборгского трамвая в основном проходит по своей собственной полосе (на окраинах) или с автобусами по выделенной полосе (в центре), также в центре проходит как обычный трамвай. В системе 7 туннелей, в двух из них есть подземные станции. Подземных станций всего две: Хаммаркуллен (для маршрутов 4, 8, 9) и Фрёлунда торг (для маршрутов 1, 7, 8).
На Западном (правом) берегу реки Гёта-Эльв проходят четыре маршрута (5, 6, 10, 13), они имеют собственную полосу и почти не имеют одноуровневых пересечении. На западном берегу находятся 14 остановок из 136.
| Линия           | Участок                                | Длина    | Остановок |
| --------------- | -------------------------------------- | -------- | --------- |
| 1 линия         | Tunnered — Östra Sjukhuset             | 15,59 км | 33        |
| 2 линия         | Högsbotorp — Mölndal                   | 12,90 км | 27        |
| 3 линия         | Marklandsgatan — Kålltorp              | 12,70 км | 30        |
| 4 линия         | Mölndal — Angered Centrum              | 19,30 км | 21        |
| 5 линия         | Östra sjukhuset — Länsmansgården       | 13,80 км | 29        |
| 6 линия         | Kortedala — Länsmansgården             | 24,60 км | 46        |
| 7 линия         | Tynnered — Angered Centrum             | 21,10 км | 35        |
| 8 линия         | Frölunda torg- Länsmansgården          | 21,30 км | 25        |
| 9 линия         | Kungssten — Angered Centrum            | 20,60 км | 19        |
| 10 линия        | Guldheden — Biskopsgården              | 8,80 км  | 23        |
| 11 линия        | Saltholmen — Bergsjön                  | 13,80 км | 29        |
| 12 линия        | Планируемая линия в Norra Älvstranden  |          |           |
| 13 линия        | Sahlgrenska — Brämaregården            | 7,90 км  | 13        |
| 14 линия        |                                        |          |           |
| X линия         |                                        |          |           |
| Lisebergslinjen | Centralstationen — Sankt Sigfrids plan | 3,50 км  | 8         |